# Ханчжоу (эсминец)
«Ханчжоу» (до 15 октября 1997 — «Важный», до 25 декабря 1999 — «Екатеринбург») — эскадренный миноносец проекта 956-Э. Входит в состав Восточного флота ВМС НОАК.

## История строительства
Договор на строительство корабля был заключён 13 февраля 1987 года (№ 215-А/288-87) Главным управлением кораблестроения ВМФ Министерства обороны СССР с судостроительным заводом № 190 им. А. А. Жданова. Строительство корабля было начато в августе 1987 года (строительный номер — 878), на период строительства эсминец был включён в состав 13-й бстремк Ленинградской ВМБ. После окончания строительства и окончания испытаний планировалась передача корабля в состав 175-й бррк Тихоокеанского флота. Спуск корабля на воду состоялся 27 мая 1994 года. В августе 1997 года судостроительным заводом был заключён контракт с Китаем на продажу корабля и его достройку по проекту 956-Э, в октябре этого же года корабль сменил название на «Екатеринбург». Швартовые испытания эсминца были начаты 16 февраля 1999, заводские испытания 1 июля, ходовые — 19 июля (в этот день корабль ушёл из Санкт-Петербурга в Балтийск), 13 августа 1999 начались государственные испытания «Екатеринбурга».
25 декабря 1999 года на корабле был спущен флаг, корабль был переименован в «Ханчжоу» и передан Китаю. 10 января 2000 года эсминец прошёл Балтийские проливы и начал межтеатровый переход из России в Китай через 13 морей и 3 океана по маршруту: Балтийское море — Бискайский залив — Брест — Средиземное море — Порт-Саид — Китай. Переход прошёл без каких-либо отказов техники. Во время перехода вахту на корабле несли российские и китайские моряки, а также заводская команда. В начале перехода вахта делилась на две смены, позднее — на три, из которых одна была смешанная). После Порт-Саида заправка корабля осуществлялась в море на ходу от китайских танкеров.